# Skoki (gromada)
Skoki – dawna gromada, czyli najmniejsza jednostka podziału terytorialnego Polskiej Rzeczypospolitej Ludowej w latach 1954–1972.
Gromady, z gromadzkimi radami narodowymi (GRN) jako organami władzy najniższego stopnia na wsi, funkcjonowały od reformy reorganizującej administrację wiejską przeprowadzonej jesienią 1954 do momentu ich zniesienia z dniem 1 stycznia 1973, tym samym wypierając organizację gminną w latach 1954–1972.
Gromadę Skoki z siedzibą GRN w mieście Skokach (nie wchodzącym w skład gromady) utworzono 1 stycznia 1959 w powiecie wągrowieckim w woj. poznańskim z obszarów zniesionych gromad: Kakulin (bez miejscowości Brzeskowo, Chociszewko, Chociszewo, Jabłkowo, Jabłkówko, Kuszewo i Pomarzanki), Lechlin, Potrzanowo i Rejowiec w tymże powiecie.
W 1965 gromada miała 27 członków GRN.
Gromada przetrwała do końca 1972 roku, czyli do kolejnej reformy gminnej. 1 stycznia 1973 w powiecie wągrowieckim reaktywowano zniesioną w 1954 roku gminę Skoki.